# 도비마

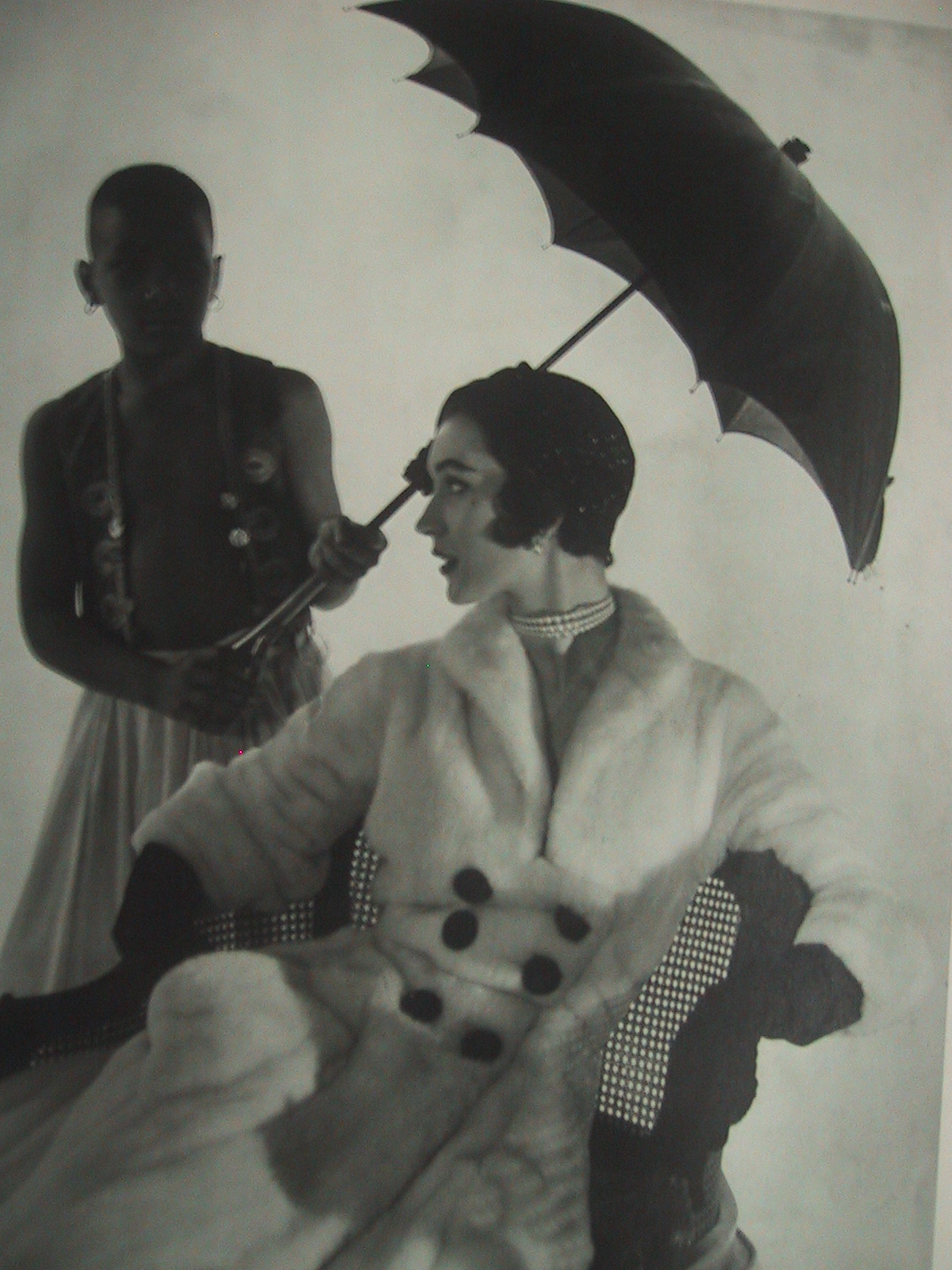

도비마(Dovima, 1927년 12월 11일 ~ 1990년 5월 3일)는 미국의 배우, 모델, 텔레비전 배우, 영화배우이다.
뉴욕에서 태어났으며 포트로더데일에서 사망하였다. 사인은 암이다.

## 영화
- 화니 페이스 (1957년)

## 같이 보기
- 수지 파커